# Alexander Bachmann
Alexander Bachmann (* 19. Juli 1994) ist ein deutscher Taekwondoin.

## Karriere
Bachmann gewann seine erste bedeutende Medaille auf internationaler Ebene 2013 bei den U21-Europameisterschaften in Chișinău, eine Bronzemedaille in der Klasse bis 87 kg. 2013 wurde er zum ersten Mal deutscher Meister bei den Senioren, in den nachfolgenden Jahren gelangen ihm mehrere internationale Turniersiege und Medaillenplatzierungen auf offenen Turnieren.
Bei den Weltmeisterschaften 2017 in Muju besiegte er im Finale den Weltranglistenführenden Wladislaw Larin mit 11:9 und wurde Weltmeister in der Gewichtsklasse bis 87 kg. 2018 gewann er bei der Europameisterschaft in Kasan eine Bronzemedaille. 2021 nahm er an den Taekwondo-Wettbewerben der Olympischen Spiele 2020 in Tokio teil, schied jedoch in der ersten Runde gegen Ruslan Schaparow aus Kasachstan aus. Die Teilnahme an den Taekwondo-Weltmeisterschaften 2022 musste er verletzungsbedingt absagen.
Er ist Mitglied der Sportfördergruppe der Bundeswehr und verheiratet mit der Taekwondoin Rabia Bachmann.